# Vizio

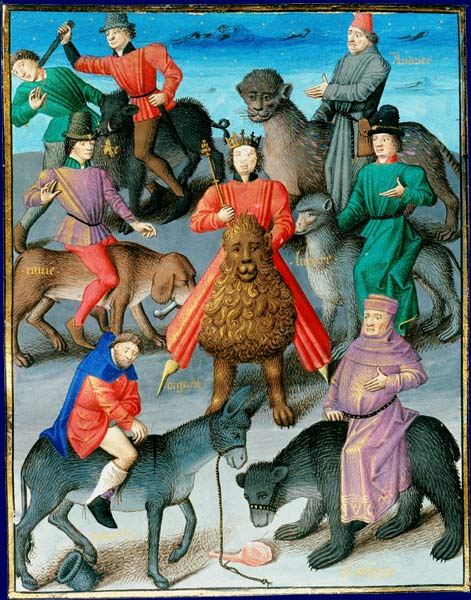
Allegoria animalesca dei vizi, con illustrazioni di Maître François nel Miroir Historial (Parigi 1463) di Vincent de Beauvais

Nell'accezione più comune, il vizio è un comportamento abitudinario fisicamente e moralmente nocivo, o comunque considerato dal contesto sociale riprovevole per sé o per gli altri, che si manifesta nell'individuo in modo normalmente ripetitivo e coattivo. I vizi sono solitamente associati a una sorta di trasgressione rispetto al carattere o al temperamento di una persona, e soprattutto alla sua moralità.

## Natura del vizio
All'opposto dell'agire morale, il vizio consiste in un progressivo allontanamento dalla virtù, o nella trasgressione di regole per un saggio vivere miranti al proprio perfezionamento interiore.
Il vizio, a lungo permanente nel corso del tempo, è difficilmente emendabile per motivi fisici o psicologici. La caratteristica del comportamento vizioso è tale infatti che non si perda o si attenui neppure con il passare del tempo, come attesta ad esempio il proverbio: Il lupo perde il pelo ma non il vizio. La devianza morale espressa dal vizio viene cioè considerata come connessa alla stessa primigenia natura malvagia dell'individuo.
Il concetto, collegato alla sua antitesi, la virtù, è bene espresso dalla locuzione latina «Video meliora proboque, deteriora sequor» che tradotta letteralmente, significa: «Vedo le cose migliori e le approvo, ma seguo le peggiori»
Il verso rende bene la situazione per cui, pur nella piena consapevolezza di ciò che è bene, il vizio, per un'innata debolezza morale della natura umana, inclina al male. 

### Storia

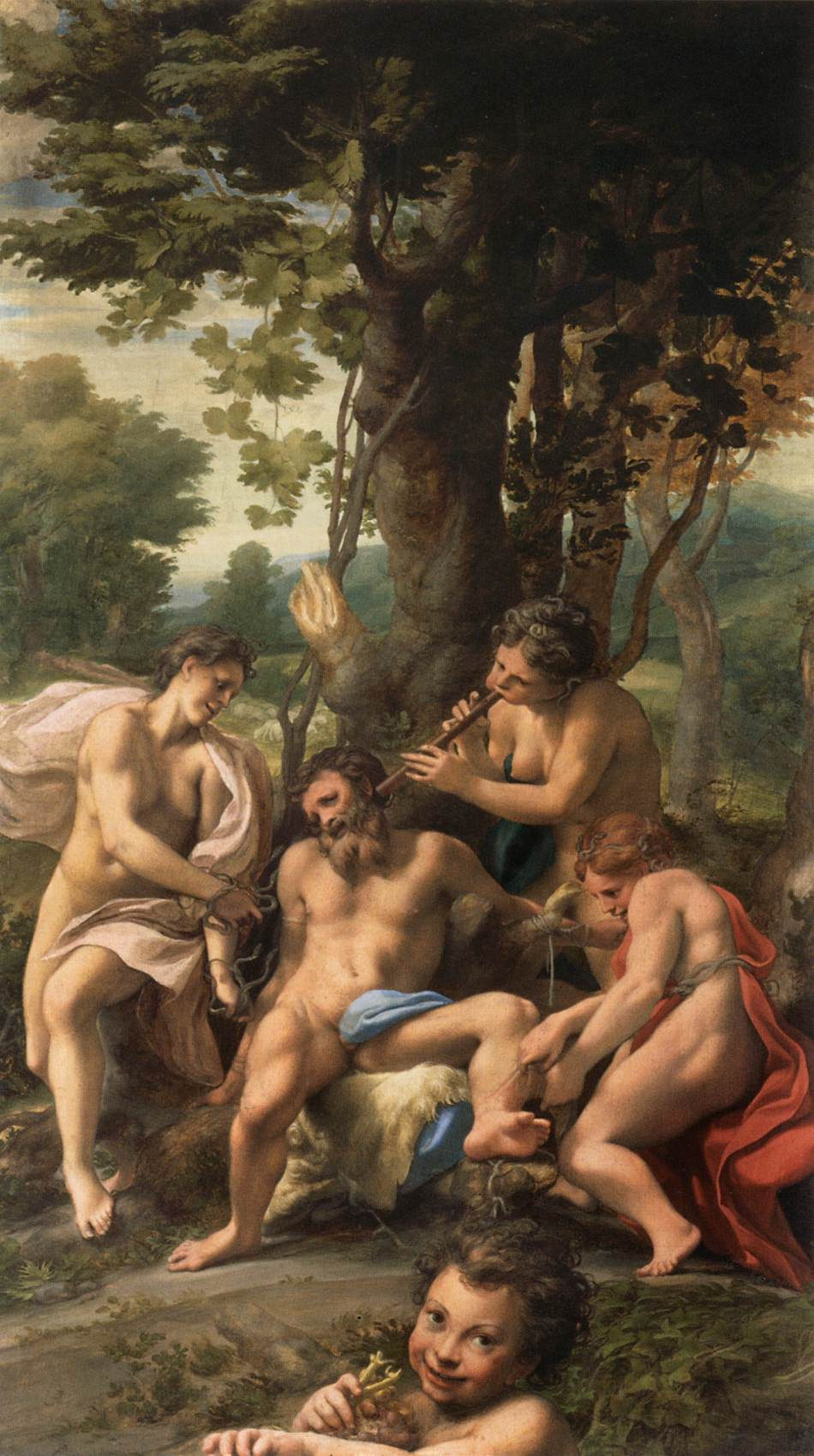
Allegoria del Vizio (Correggio, 1531)

Per Aristotele mentre la virtù è ispirata da una concezione vera della felicità che si estende al bene comune, il vizio si basa su una concezione falsa della felicità che, intesa egoisticamente, causa così l'ingiustizia sociale. 
Il vizio, come la virtù, deriva dalla ripetizione di azioni, che formano nel soggetto che le compie una sorta di "abito", una «seconda natura» che lo indirizza verso un'abitudine che, nel caso del vizio, non promuove una crescita interiore, nobile e spirituale, ma al contrario la deteriora. Si rende necessaria allora una buona educazione, comprensiva di strumenti punitivi, che indirizzi il giovane alla formazione di "abiti" buoni. 
Nel Medioevo i vizi non sono solo il risultato di cattive abitudini, ma di volontarie e consapevoli trasgressioni e opposizioni ai comandamenti evangelici. Tommaso d'Aquino li elencherà nella Summa Theologiae come vizi capitali  nella forma tradizionale giunta sino ad oggi.
Nella teologia morale tali vizi capitali sono sette, assimilati ai rispettivi peccati, quando siano considerati non nell'individualità dell'atto, ma come abitudini: superbia, avarizia, lussuria, invidia, gola, ira e accidia.
Nell'Illuminismo si attenua la differenza tra i vizi e le virtù ed anzi si avanza un tentativo di rivalutazione di alcuni comportamenti tradizionalmente ritenuti viziosi. Osserva Bernard de Mandeville che certamente il vizioso non cerca altro che la soddisfazione dei suoi vizi ma «la sua prodigalità darà lavoro ai sarti, ai servitori, ai profumieri, ai cuochi e alle donne di vita: tutti questi a loro volta si serviranno dei fornai, dei falegnami ecc.» avvantaggiando tutta la società nel suo insieme. Quindi il vizio è necessario poiché la ricerca della soddisfazione egoistica del proprio interesse è la condizione prima della prosperità. Coloro che invece impostano la loro esistenza secondo il virtuoso principio di accontentarsi della propria condizione, questi in effetti conducono la loro vita nella rassegnazione e nella pigrizia danneggiando la produzione industriale, causando la povertà della nazione ed ostacolando il prodigioso sviluppo che sta portando l'Inghilterra alla Rivoluzione industriale.
Kant si occupa del vizio sia nella sua Metafisica dei costumi sia soprattutto nell'Antropologia pragmatica dove inizia a dileguare la tradizionale concezione del vizio e si prospetta invece l'idea che questi faccia parte di una "caratterologia" umana che classifichi le debolezze umane simboleggiate dai vizi. Questa nuova visione costituirà la base della psichiatria del XIX secolo che studierà il vizio non più come esempio di devianza morale ma come l'aspetto di una psicopatologia.